# Hoya Chico
Hoya Chico es un caserío peruano ubicado en el distrito de Paramonga, perteneciente a la provincia de Barranca del departamento de Lima, en la costa central del Perú. 

## Ubicación
Hoya Chico se ubica al norte de la provincia de Barranca, en el distrito de Paramonga, en el departamento de Lima.

## Demografía
En 2017 Hoya Chico tenía una población de 58 habitantes.
| Gráfica de evolución demográfica de Hoya Chico entre 1993 y 2017 |
|                                                                  |
| Fuentes: Población 1993 y 2017                                   |